# Sason (genre)
Pour les articles homonymes, voir Sason.
Genre
Synonymes
- Sarpedon O. Pickard-Cambridge, 1883
- Chrysopelma Roewer, 1963

Sason est un genre d'araignées mygalomorphes de la famille des Barychelidae.

## Distribution
Les espèces de ce genre se rencontrent en Asie du Sud-Est, en Océanie, en Asie du Sud et aux Seychelles.

## Habitat
Les Sasons tissent sur les troncs et les branches des arbres un tunnel muni d'une trappe à chaque extrémité. On les trouve dans la forêt tropicale pluviale, au bord du littoral et dans les mangroves.

## Description
Ce sont de petites araignées vivement colorées, aux filières courtes et griffes accessoires.

## Liste des espèces
Selon World Spider Catalog (version 14.0, 2013) :
- Sason andamanicum (Simon, 1888)
- Sason colemani Raven, 1986
- Sason hirsutum Schwendinger, 2003
- Sason maculatum (Roewer, 1963)
- Sason pectinatum Kulczynski, 1908
- Sason rameshwaram Siliwal & Molur, 2009
- Sason robustum (O. Pickard-Cambridge, 1883)
- Sason sechellanum Simon, 1898
- Sason sundaicum Schwendinger, 2003

## Publication originale
- Simon, 1887 : Observation sur divers arachnides: synonymies et descriptions. 5. Annales de la Société Entomologique de France, sér. 6, vol. 7, p. 193-195 (texte intégral).